# Dolce novembre
Dolce novembre (Sweet November) è un film del 1968 diretto da Robert Ellis Miller e scritto da Herman Raucher.
Gli interpreti principali sono Sandy Dennis, Anthony Newley e Theodore Bikel. Il film originariamente doveva essere uno spettacolo teatrale, ma prima che fosse eseguito, la Universal Pictures ha saputo del progetto e ha pagato a Raucher 100.000 dollari (equivalenti a 812.675 dollari nel 2021) per interrompere il lavoro sullo spettacolo e adattarlo come sceneggiatura.

## Trama
Charlie Blake, industriale inglese gestore di uno scatolificio, incontra Sara Deever nel momento in cui entrambi sostengono un esame di guida a New York. Lei cerca di ottenere alcune risposte al test da lui, che però viene espulso per aver copiato. Alla fine, i due si incontrano più tardi ed escono per un appuntamento romantico.
Quando fanno ritorno all'appartamento di lei, Charlie incontra Alonzo, un vecchio amico vegetariano di Sara. Poi, all'improvviso, Richard irrompe in casa e prega la ragazza di poter stare da solo insieme a lei, ma lei ha già fatto le valigie del ragazzo, che se ne va. Charlie chiede a Sara come mai Richard, prima di andarsene, si sia riferito a lui come suo "successore". Lei gli chiarisce di far parte di un "programma di terapia speciale", che consiste nell'accogliere un uomo per un solo mese per diagnosticare e risolvere qualunque problema egli abbia. Richard era stato con Sara nel mese di Ottobre, ma lei, per un motivo chiarito in seguito, vuole che Charles stia in casa sua nel mese di Novembre, credendo che il suo problema sia l'eccessiva devozione riservata al suo lavoro. Charlie accetta - interessato però solo a una breve avventura romantica - e dice ad un suo dipendente, Digby, di inviargli un telegramma dopo una settimana in modo da avere una scusa per andarsene dalla casa. Con ľavanzare di Novembre, tuttavia, Charlie inizia a innamorarsi (prima volta in vita sua) dell'imprevedibile Sara: quando riceve il telegramma prestabilito, telefona a Digby per dirgli che non potrà essere in ufficio e che dovrà occuparsi da solo della gestione di un importante incontro lavorativo. Nella casa di Sara arriva però Clem Batchman, un altro degli uomini in cura da lei: ciò alimenta la gelosia di Charlie, almeno finché la ragazza stessa non informa quest'ultimo che Clem vuole solo farle conoscere la sua nuova fidanzata, Carol. 
Continuando la relazione con Sara, Charlie è turbato da alcuni segni dai quali sospetta che lei possa essere malata. Quando lo chiede ad Alonzo, i suoi peggiori timori trovano conferma: a Sara resta poco tempo prima di morire. Lei, infatti, vive in modo da essere ricordata dopo la sua morte. Charlie, provando sentimenti contrastanti per la sua amata, si sforza nel convincerla a infrangere la regola autoimposta e crede di esserci riuscito. Sara confessa ad Alonzo che, a differenza degli altri rapporti sentimentali che ha avuto, stavolta si è innamorata, ma vuole che Charlie la ricordi solo per come è adesso. Così, quando arriva il mese di Dicembre portando un nuovo goffo personaggio, Gordon, Sara ha segretamente preparato le valigie di Charlie, il quale se ne va con riluttanza, promettendole però che non la dimenticherà mai.

## Produzione
Audrey Hepburn originariamente era stata annunciata per il ruolo principale.

## Distribuzione
Il 22 marzo 2009, il film è stato distribuito in DVD dalla Warner Bros.